# Grønlands Universitet
64°11′27″N 51°41′46″V / 64.19083°N 51.69611°V
Grønlands Universitet (grønlandsk: Ilisimatusarfik) er et universitet i Nuuk. Tidligere hed det Inuit Instituttet, men fik status af universitet i 1989. Universitetets forskning og undervisning fokuserer på emner med relation til Grønland og Arktis.
Universitetet lå indtil 2007 i den gamle herrnhutiske missionsstation fra 1738 i Nuuk. I januar 2008 fusionerede universitetet med en række professionsrettede bacheloruddannelser. Samtidig flyttede dele af universitetet ud i universitetsparken – Ilimmarfik – som er et center for uddannelse, forskning, dokumentation og formidling.
Ilisimatusarfik består i dag af 4 institutter med i alt 9 afdelinger.

## Undervisning
Ilisimatusarfiks fire institutter har ca. 750 studerende i alt (2020).
Der indskrives også ph.d.-studerende. 
Desuden er der et antal enkeltfagsstuderende samt flere internationale gæstestuderende.
Undervisningen foregår primært på dansk, men kan også foregå på grønlandsk. En mindre del – ca. svarende til 30 ECTS-point hvert semester – af undervisningen udbydes på engelsk. Dette giver mulighed for gæsteophold for udenlandske studerende.
Der udbydes flg. uddannelser:
- Institut for Læring: 
  - Bacheloruddannelse til Folkeskolelærer 
  - Efter-/videreuddannelse af underviserne i folkeskolen på diplom-, master- og kandidatniveau (diplomuddannelserne er på bachelorniveau og retter sig mod folkeskolelærere efter tidligere uddannelser)

- Institut for Sygepleje & Sundhedsvidenskab: 
  - Bacheloruddannelse i Sygepleje 
  - Diplomuddannelse i Arktisk Sygepleje

- Institut for Samfund, Økonomi & Journalistik:
  - Afdeling for Samfundsvidenskabelige Studier: Bachelor- og kandidatuddannelse i Samfundsvidenskab, hoved- og sidefagsuddannelse i Samfundsfag. Bacheloruddannelse til Socialrådgiver (med mellemrum udbydes diplomuddannelse rettet mod færdiguddannede socialrådgivere). Derudover også HA i Erhvervsøkonomi samt en nordisk kandidatuddannelse: West Nordic Studies
  - Afdeling for Journalistik: Bacheloruddannelse i Journalistik 
  - Afdeling for Jura: Bacheloruddannelse i Jura
  - Instituttet udbyder også HD 2. del uddannelser i Organisation & Ledelse samt Regnskab og Økonomistyring (i samarbejde med Syddansk Universitet)

- Institut for Kultur, Sprog & Historie:
  - Afdeling for Teologi: Bacheloruddannelse i Teologi, samt sidefagsuddannelse i Religion
  - Afdeling for Kultur & Samfundshistorie: Bachelor- og kandidatuddannelse i Kultur- & Samfundshistorie, samt hoved- og sidefagsuddannelse i Historie
  - Afdeling for Sprog, Litteratur & Medier: Bachelor- og kandidatuddannelse samt hoved- og sidefagsuddannelse i Sprog, Litteratur & Medier
  - Afdeling for Oversættelse & Tolkning: Bacheloruddannelse til Oversætter

Universitetsbiblioteket på Ilimmarfik har ca. 30.000 bind og 125 tidsskrifter, som løbende ajourføres. Samlingen er integreret med Groenlandica, Grønlands Nationalbibliotek.

## Optagelsesbetingelser
Information omkring optagelsesbetingelser findes på https://www.uni.gl. Der optages hvert år ca. 250+ studerende og et stigende antal internationale gæstestuderende.  

## Publikationer
Ilisimatusarfik udgiver årsskriftet Kultur- & Samfundsforskning samt en række øvrige publikationer Arkiveret 1. oktober 2020 hos  Wayback Machine.